# Pave Julius 1.
Pave Julius 1. (død 12. april 352) blev valgt til pave 6. februar 337.
Julius var indfødt romer og blev valgt som Markus' efterfølger fire måneder efter dennes død. Han kendes primært for sin rolle i kontroversen om arianismen. Efter at tilhængerne af Eusebius af Nikomedia, som nu var blevet patriark af Konstantinopel, havde genfremsagt deres krav om Athanasius som biskop af Alexandria ved synoden afholdt i Antiochia i 341, besluttede de at sende en delegation til Constans, vestromersk kejser, og til Julius med forklaringer på deres bevæggrunde. Efter at have udtrykt en holdning til støtte for Athanasius inviterede Julius behændigt begge parter til at fremlægge deres holdninger ved en synode, som han selv skulle præsidere for. Forslaget blev dog afslået af de arianske østlige biskopper.
Efter denne anden forvisning fra Alexandria kom Athanasius til Rom og blev anerkendt som almindelig biskop ved synoden i 342, som Julius præsiderede for. Julius sendte et brev til de østlige biskopper, som er et tidligt tilfælde af kravene om forrang inden for kirkens verden for Roms biskop (der oprindeligt var pavens titel). Brevet hævdede, at selv om Athanasius og hans støtter havde uret, så skulle den alexandrinske kirke først have skrevet til paven. "Kan I være uvidende om", skrev Julius, "at det er sædvane, at vi først skulle være forespurgt, så det der er rigtigt, kan defineres herfra." (Epistel fra Julius til Antiochia).
Det var Julius' indflydelse, der betød, at kirkemødet i Sardica i Illyrien senere blev afholdt, og at kun 76 østlige biskopper deltog, men i øvrigt hastigt trak sig tilbage til Philippopolis, hvor de afsatte Julius, Athanasius og andre ved det alternative kirkemøde i Philippopolis. De tre hundrede vestlige biskopper, der forblev i Sardica, bekræftede de tidligere beslutninger ved den romerske synode og kom derved til at virke som en klar opbakning til Roms biskop, dvs. paven.
Julius betragtes som helgen i den romersk-katolske kirke med navnedag på hans dødsdag 12. april.